# Demirtaş, Kırkağaç
Demirtaş là một xã thuộc huyện Kırkağaç, tỉnh Manisa, Thổ Nhĩ Kỳ. Dân số thời điểm năm 2011 là 567 người.